# Coupe d'Europe des clubs de basket-ball en fauteuil roulant 2009
Navigation
Saison précédente Saison suivante
La Coupe d'Europe des clubs de basket-ball en fauteuil roulant 2009, ou EuroCup 2009, est la 34e Coupe d'Europe des clubs de basket-ball en fauteuil roulant organisée par l'IWBF Europe.

## Faits marquants
C'est la première année qu'une quatrième division est disputée en Coupe d'Europe, ce qui a imposé une refonte des règlements des tours préliminaires, au nombre de trois désormais. Un total de 55 clubs est engagé dans la compétition. Cette nouvelle coupe a été nommée Challenge Cup.

## Classements finaux
|                    | EuroCup 1 Coupe des Clubs Champions | EuroCup 1 Coupe des Clubs Champions | EuroCup 2 Coupe André Vergauwen | EuroCup 2 Coupe André Vergauwen | EuroCup 3 Coupe Willi Brinkmann      | EuroCup 3 Coupe Willi Brinkmann | EuroCup 4 Challenge Cup         | EuroCup 4 Challenge Cup |
| Rang               | Équipe                              | V-D                                 | Équipe                          | V-D                             | Équipe                               | V-D                             | Équipe                          | V-D                     |
| ------------------ | ----------------------------------- | ----------------------------------- | ------------------------------- | ------------------------------- | ------------------------------------ | ------------------------------- | ------------------------------- | ----------------------- |
| Médaille d'or      | Galatasaray SK                      | 4-1                                 | CMB Santa Lucia Sport           | 4-1                             | ASV Bonn                             | 5-0                             | BADS Sardegna Quartu Sant'Elena | 5-0                     |
| Médaille d'argent  | RSV Rollis Zwickau                  | 4-1                                 | Milton Keynes Aces              | 3-2                             | CP Mideba                            | 3-2                             | Beit Halochem Tel Aviv          | 3-2                     |
| Médaille de bronze | RSV Lahn-Dill                       | 3-2                                 | Beşiktaş JK                     | 3-2                             | CAPSAAA Paris                        | 4-1                             | Norrköping Dolphins             | 4-1                     |
| 4                  | Elecom Sport Onlus Roma             | 3-2                                 | GSD Anmic Sassari               | 2-3                             | BSR Fundacion Grupo Norte Valladolid | 1-4                             | Istanbul Engelli                | 2-3                     |
| 5                  | CD Fundosa Once Madrid              | 3-2                                 | AS Santo Stefano                | 4-1                             | Oldham Owls                          | 3-2                             | Briantea84 Cantù                | 3-2                     |
| 6                  | Once Andalucia Sevilla              | 2-3                                 | Vital Vigo Amfiv                | 3-2                             | Izmir Büyüksehir SK                  | 2-3                             | EH Villefranche Meyzieu Cluny   | 1-4                     |
| 7                  | CS Meaux                            | 1-4                                 | Sandra Gran Canaria             | 1-4                             | Toulouse Invalides Club              | 1-4                             | Wolverhampton Rhinos            | 2-3                     |
| 8                  | Hyères HC                           | 0-5                                 | Padova Millennium Basket        | 0-5                             | Pilatus Dragons                      | 1-4                             | Antwerp Players                 | 0-5                     |